# Alexandrie (roman)
Pour les articles homonymes, voir Alexandrie (homonymie).
Alexandrie est un récit romancé de Daniel Rondeau publié le 31 octobre 1997 aux éditions NiL et ayant reçu le Prix des Deux Magots l'année suivante ex æquo avec Je suis le gardien du phare d'Éric Faye.

## Éditions
- Alexandrie, éditions NiL, 1997  (ISBN 2-84111-082-6).